# Ich geh und suche mit Verlangen
Ich geh und suche mit Verlangen (Je m’en vais plein de ferveur à ta recherche) (BWV 49) est une cantate religieuse de Johann Sebastian Bach composée à Leipzig en 1726. 

## Histoire et livret
La cantate a été composée à l'occasion du vingtième dimanche après la Trinité et jouée le 3 novembre 1726 pour la première fois. Pour cette destination liturgique, deux autres cantates ont franchi le seuil de la postérité : les BWV 162 et 180. La sinfonia d'ouverture avec son solo virtuose d'orgue provient d'un mouvement original de concerto instrumental qui date probablement du temps de Köthen et a été repris par Bach pour le troisième mouvement du concerto pour clavecin BWV 1053.
Le texte est tiré du Livre de Jérémie, chapitre 31 verset 3, et l'Apocalypse de Jean, chapitre 3 verset 20, le thème musical du sixième mouvement est tiré du psaume « Wie schön leuchtet der Morgenstern » (1597) de Philipp Nicolai.
L’œuvre met en scène un dialogue entre Jésus (basse) avec les fidèles qui symbolisent l'âme (soprano) et constitue par ailleurs le thème de la cantate BWV 140. 

## Structure et instrumentation
La cantate est écrite pour hautbois d'amour, deux violons, violoncelle piccolo, alto, orgue obbligato, basse continue et deux voix solistes (soprano, basse).
Il y a huit mouvements :
1. sinfonia en mi majeur
2. aria (basse) : Ich geh' und suche mit Verlangen
3. récitatif (soprano, basse) : Mein Mahl ist zubereit'
4. arioso (soprano, basse) : Komm, Schönste, komm und lass dich küssen
5. aria (soprano) : Ich bin herrlich, ich bin schön
6. récitatif (soprano) : Mein Glaube hat mich selbst so angezogen!
7. duo (basse) : Dich hab' ich je und je geliebet
8. duo (soprano) : Wie bin ich doch so herzlich froh

## Musique
Cette œuvre est emprunte d'un caractère exceptionnellement joyeux ce qui donne à l'orgue un traitement inhabituel et plus suggestif d'une fête de mariage bourgeois que d'une cantate d'église. Dans le manuscrit autographe l’œuvre est appelée « Dialogus » et de fait, tant les voix alto et ténor que le chœur - presque toujours présentes dans les cantates - sont ici absentes. Il s'agit également de l'une des rares cantates de Bach qui fait appel à un violoncelle piccolo. Le choral final est remarquable par sa délicate construction : Pendant que l'orgue joue une ritournelle, un dialogue s'engage entre les délicieuses arioso de la partie basse et la mélodie du choral présentée par le cantus firmus du soprano qui reprend la 7e strophe du « Wie schön leuchtet der Morgenstern » de Philipp Nicolai.